# Ugróiskola
Az ugróiskola, ickázás vagy sántika a világon mindenütt elterjedt ügyességi gyerekjáték, melyet a földre rajzolt vagy karcolt ábrán meghatározott szabályok szerinti, többnyire féllábon való végigugrálással játszanak. A játéknak igen sok változata van, vidékenként, országonként más-más változat népszerűbb.

## Története
Az ugróiskola egyes feltételezések szerint történelem előtti időkből származik, amikor kultikus jelentése lehetett. Bizonyos vallásos (ma már keresztény) vonatkozásai ma is vannak: némelyik ugróiskola a templomok alaprajzát utánozza, és az egyes mezők neve mennyország vagy pokol. Első ismert megjelenése Britanniából származik, ahol a római katonák kiképzésének része volt. Az ugróiskolát akkor teljes fegyverzetben és menetfelszereléssel teljesítették. Feltevések szerint innét terjedt el, ma a világ csaknem minden részén a gyerekek kedvenc játékává lett, sok változatban és néven ismerik. Első leírása François Rabelais 1500 körül írott Gargantua és Pantagruel című regényében szerepel, Pantagruel egyik játékaként.

## Magyar változatok

### Kápolna
Ez a leggyakoribb változat hazánkban, nevét a templomok alaprajzát másoló elrendezéséről kapta. A játékos egy kavicsot dob először az első négyzetbe, majd féllábbal utána ugrik. Felveszi a követ, vigyázva, hogy másik lába ne érjen a földre és a második négyzetbe dobja, majd utánaugrik fél lábon, és így tovább. A kettős négyzetbe mindkét terpesztett lábával egyszerre kell ugrani, az utolsó előtti négyzetet viszont ki kell hagyni. Ha a végére ért, ugrásból meg kell fordulnia és most már kavics dobása nélkül visszafelé is végig kell ugrálni a mezőket. Ha nem a megfelelő négyzetbe sikerül dobni a követ vagy ugrás közben leér a lába, vagy a vonalra lép illetve az utolsó előtti négyzetet bármilyen módon megsérti, kiáll, és a következő játékos jön. A tiltott mező neve pokol. A játékot nehezíteni lehet, ha az első sikeres teljesítés után keresztbe tett lábbal vagy guggolva kell végigugrálni a pályát.

### Csiga
A csigavonal alakú pályát kívülről befelé végig kell féllábon ugrálni. A középső négyzeten le lehet tenni mindkét lábat és pihenhet a játékos. Innét visszafelé is fél lábon ugrálva kell kimenni. Utána hátat fordítva a csigának kavicsot kell dobni, ahová esik az a négyzet a játékos háza, ahová ezután csak ő ugorhat, a többieknek ki kell hagyniuk. Az nyer, akinek a végén legtöbb háza lesz. Valószínűleg ez a változat a legősibb, a játék a leküzdendő nehézségekkel teli életút végigjárását szimbolizálta.

### Hopscotch
Az angol ugróiskolában mintásakat kell ugrani. Itt is kavicsot kell dobni a következő mezőbe, de minden kockába más-más módon kell ugrani: az elsőbe féllábon, a másodikba szintén féllábon, de keresztezett lábakkal, utána ugyanígy, de a másik féllábbal, majd az előző kettőt váltogatva. Visszafelé ugyanezt kell tenni, de hátrafelé ugorva. 

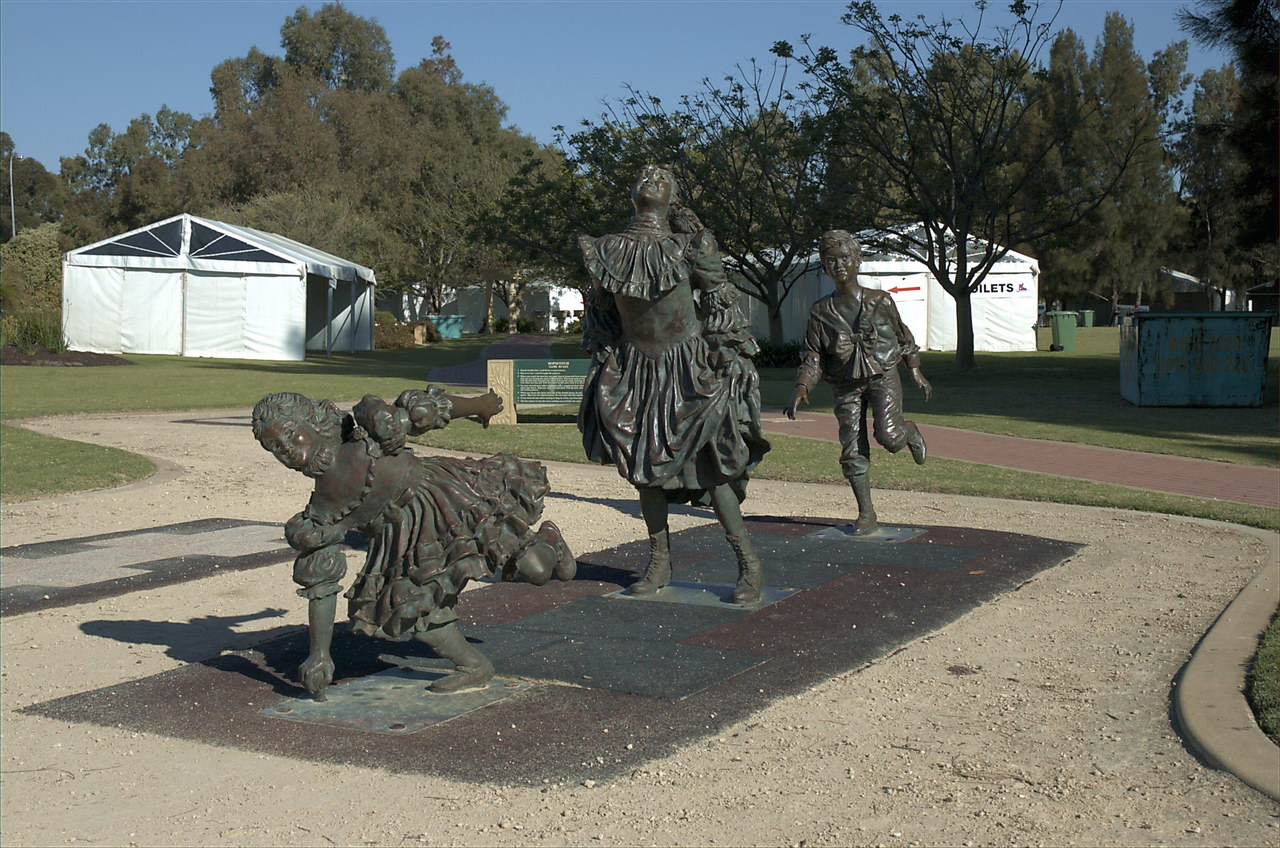
Burswood park, Ausztrália
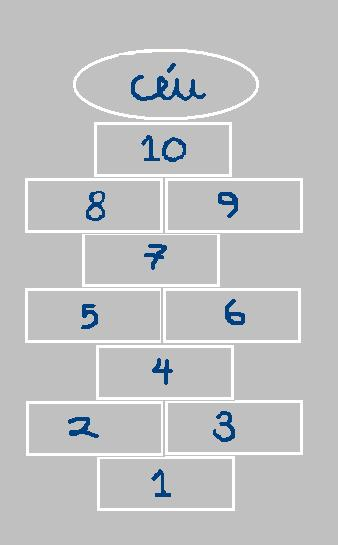
Egy portugál változat
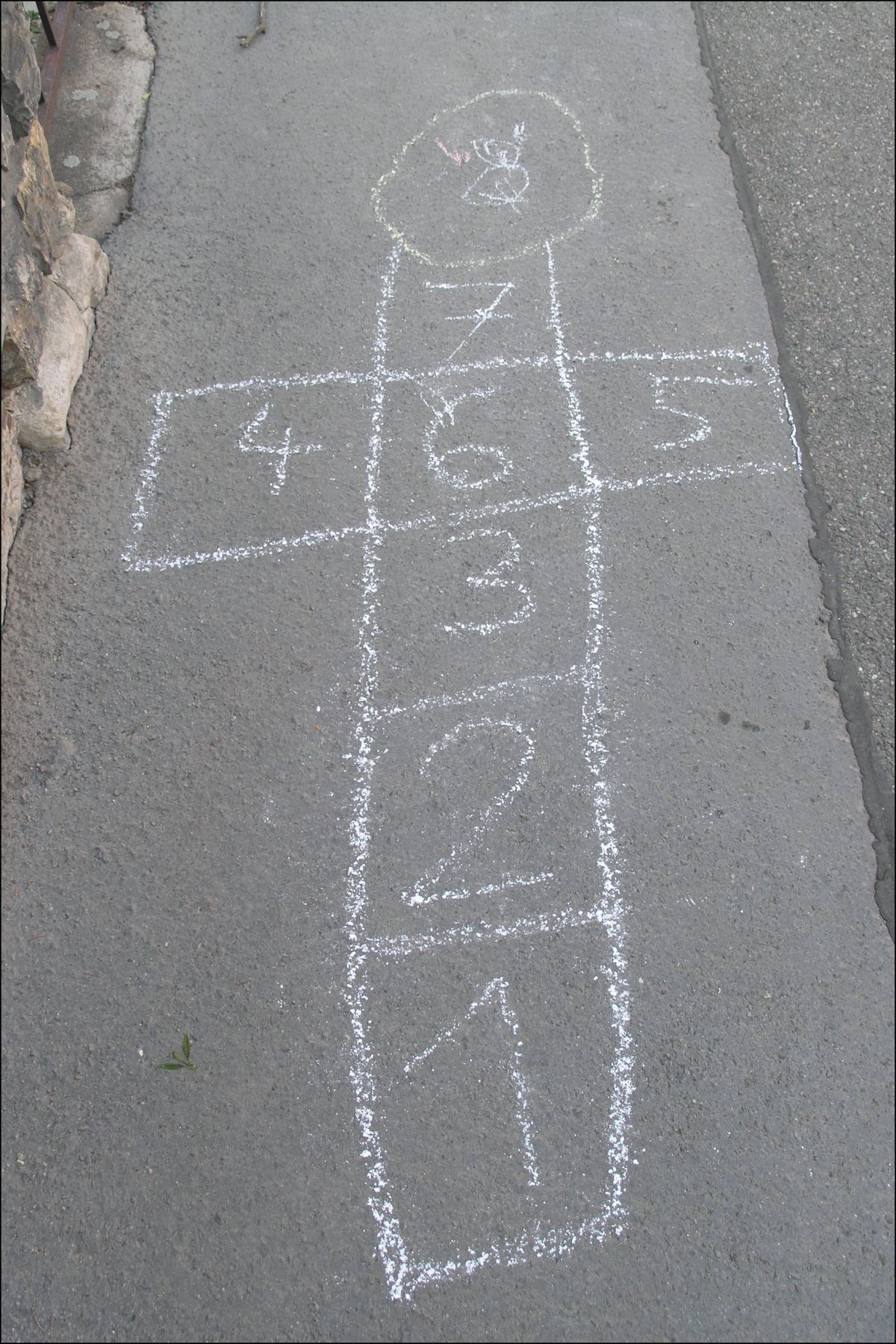
Eredeti darab
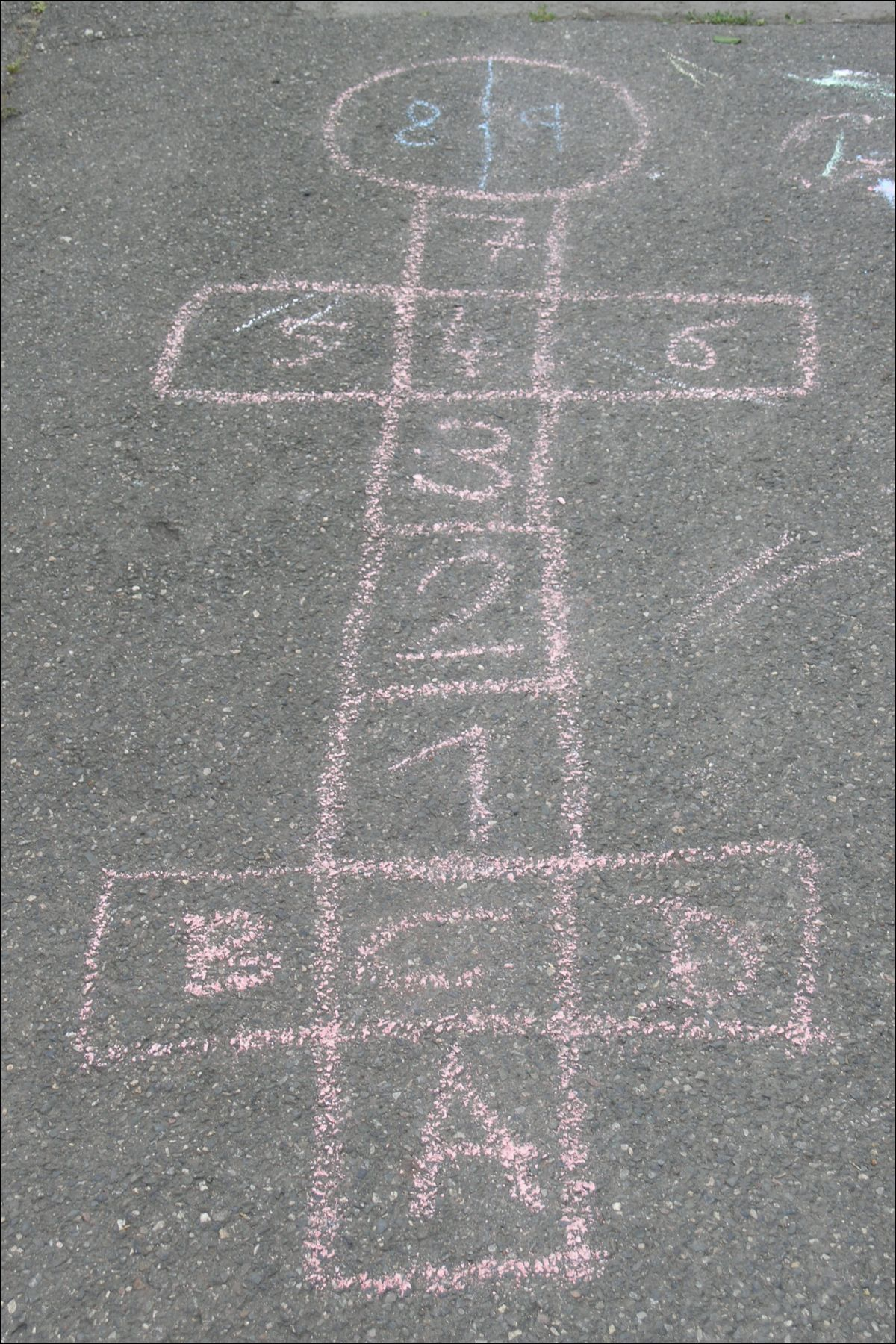
Aszfaltra krétával
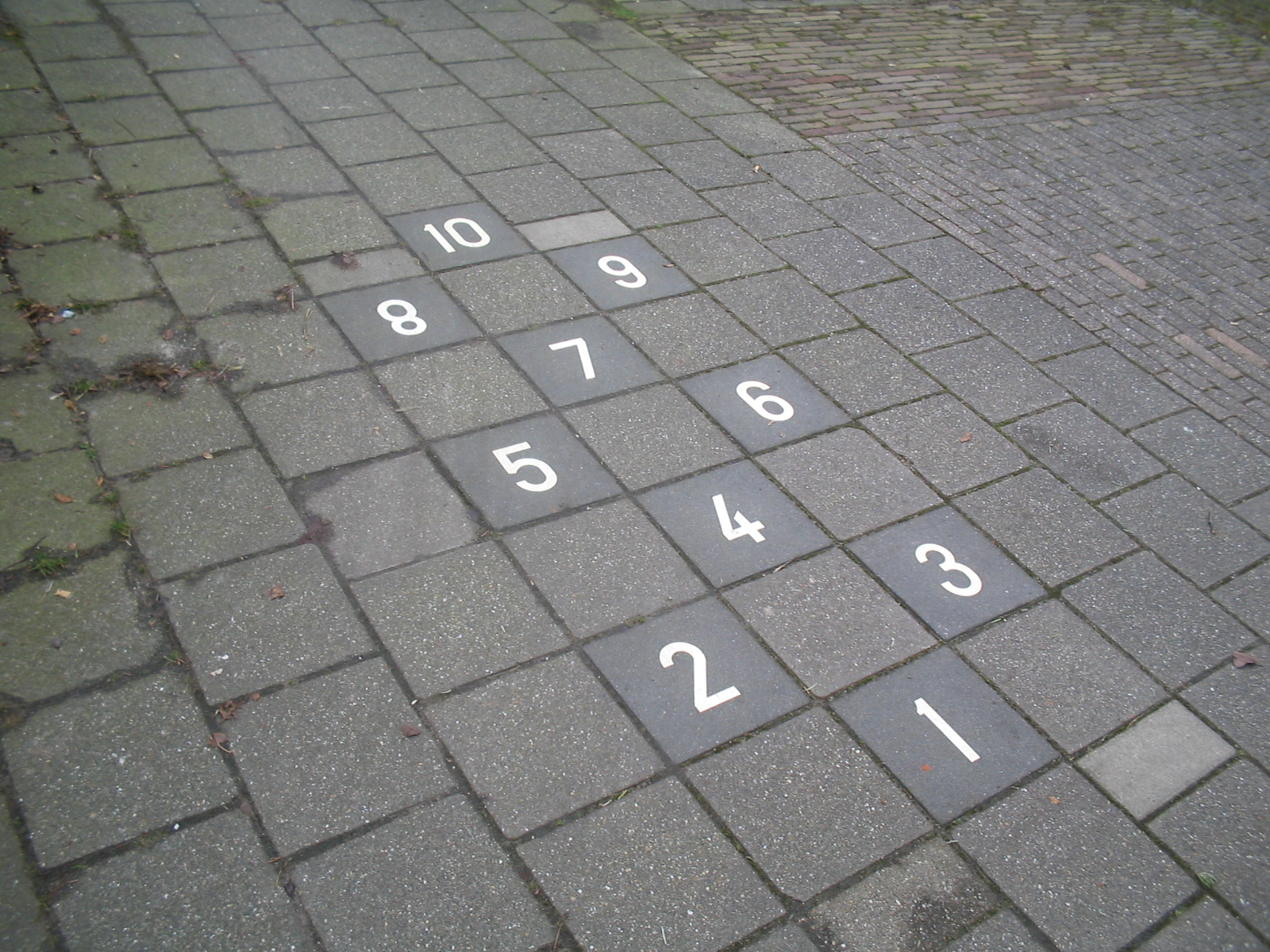
Beépített holland példány
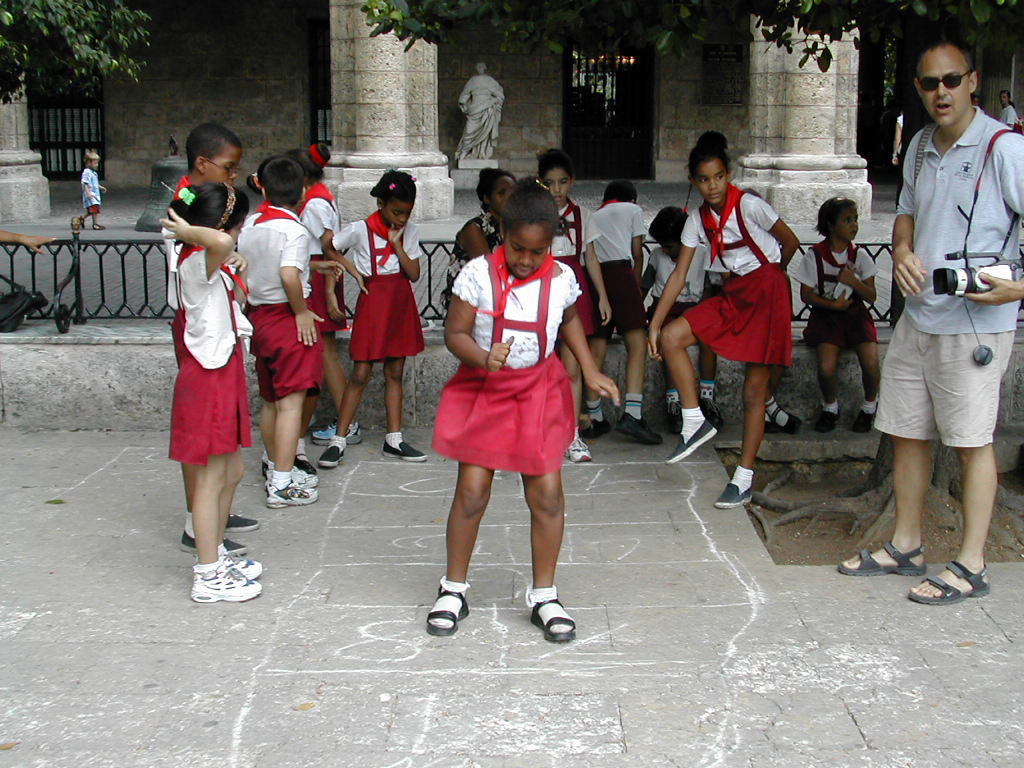
Kubai gyerekek
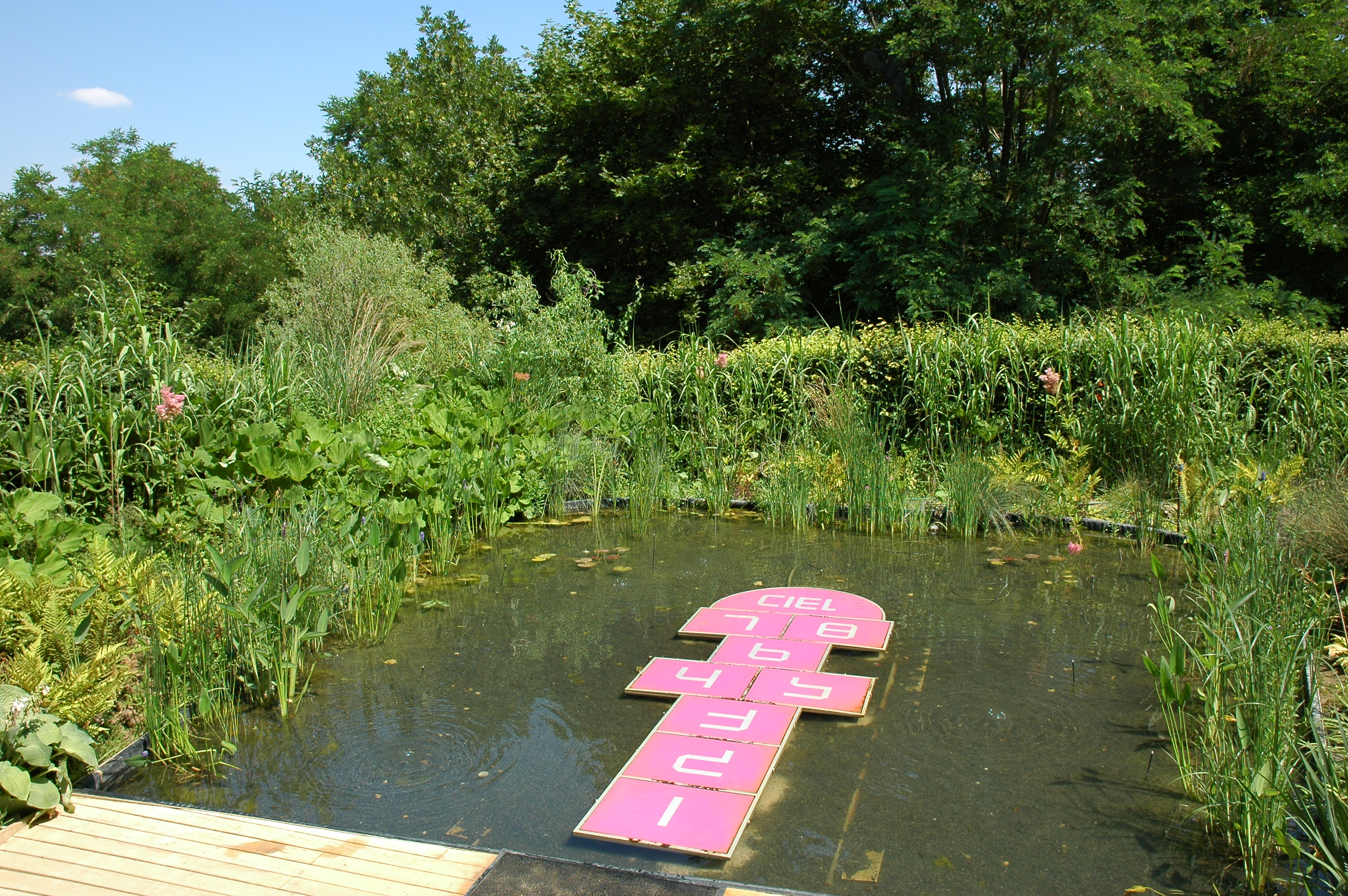
Itt a francia gyerekeknek veszélyesebb hibázni
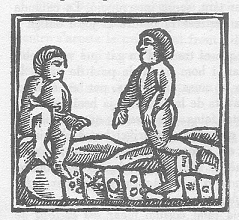
Középkor
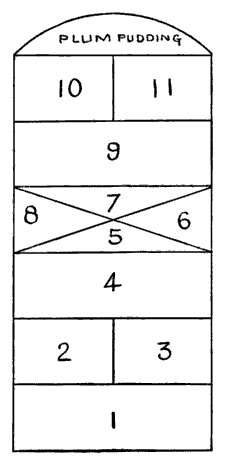
Hagyományos angol
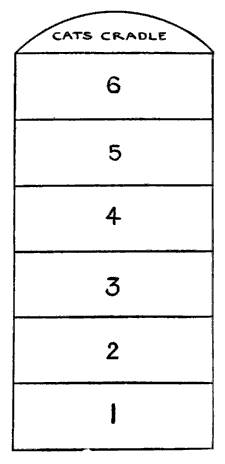
Egyszerű angol
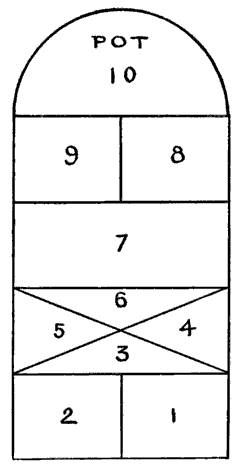
Amerikai
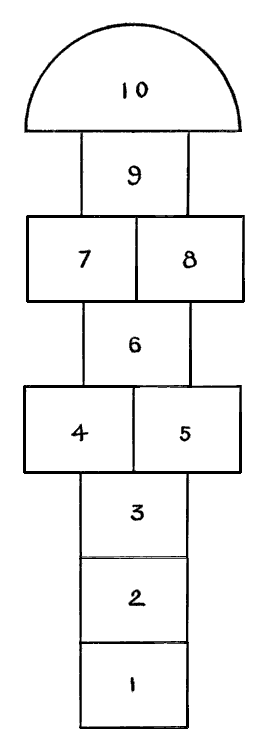
Modern amerikai
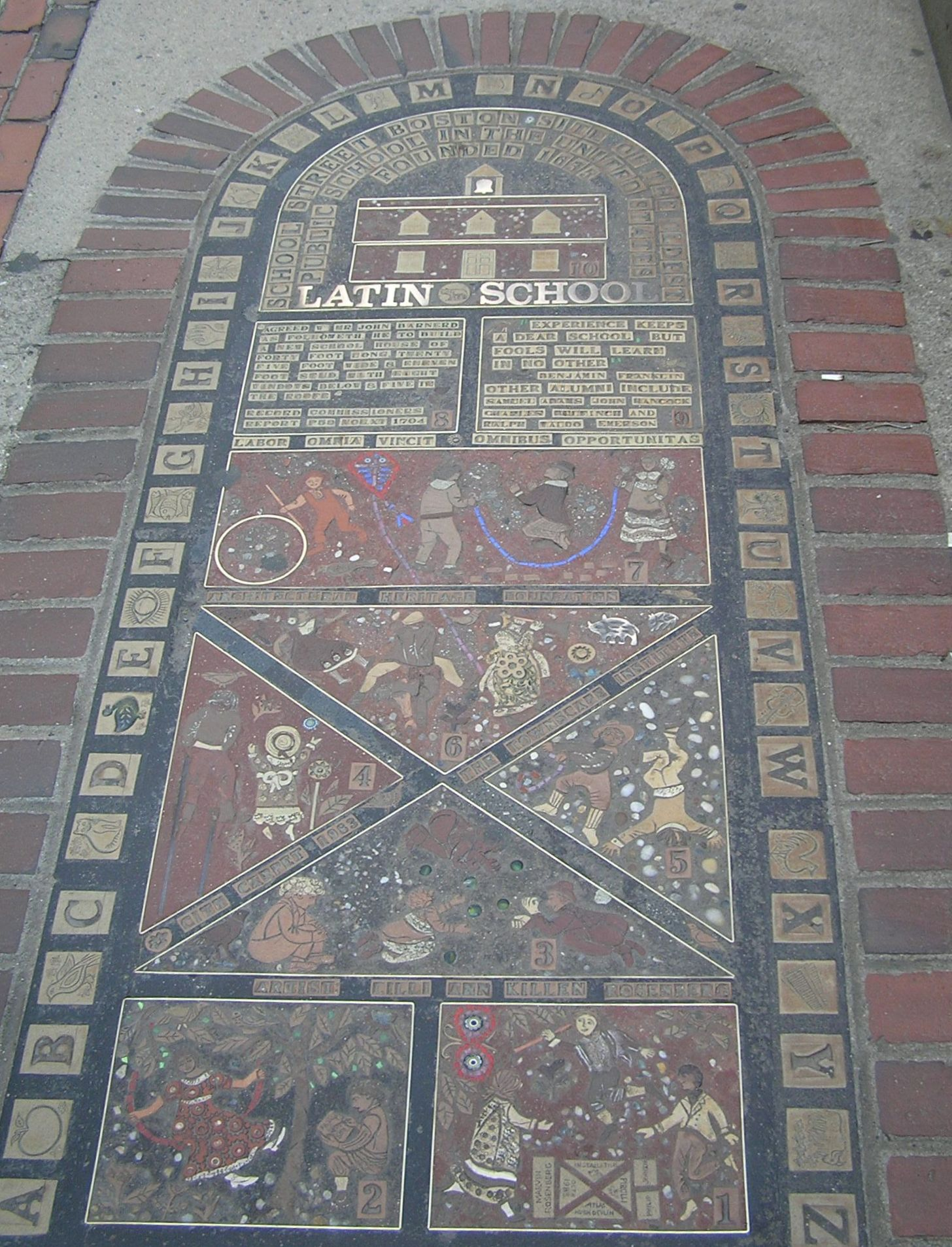
Régi változat Bostonból
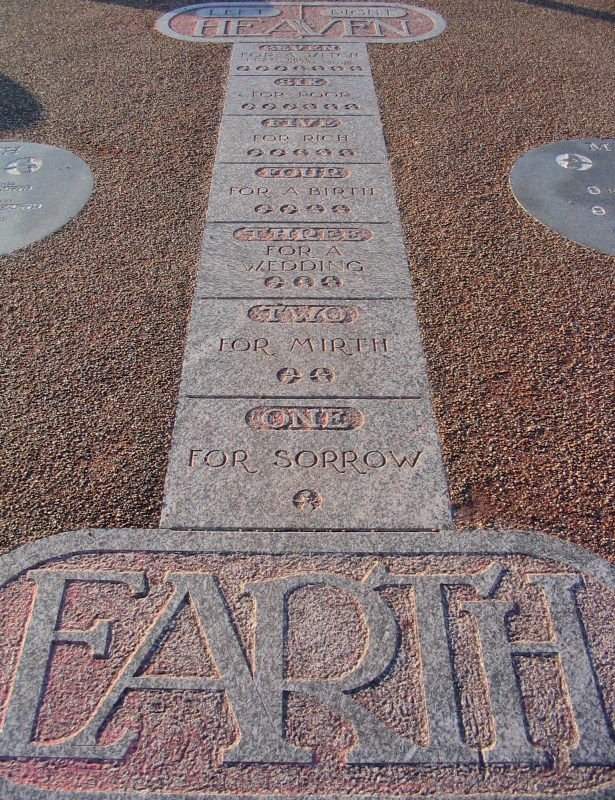
Angliából hagyományos mondókával
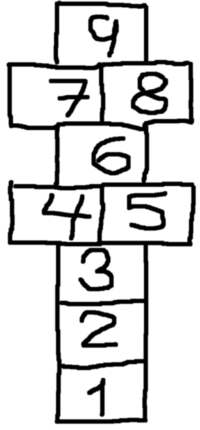
Katalán változat
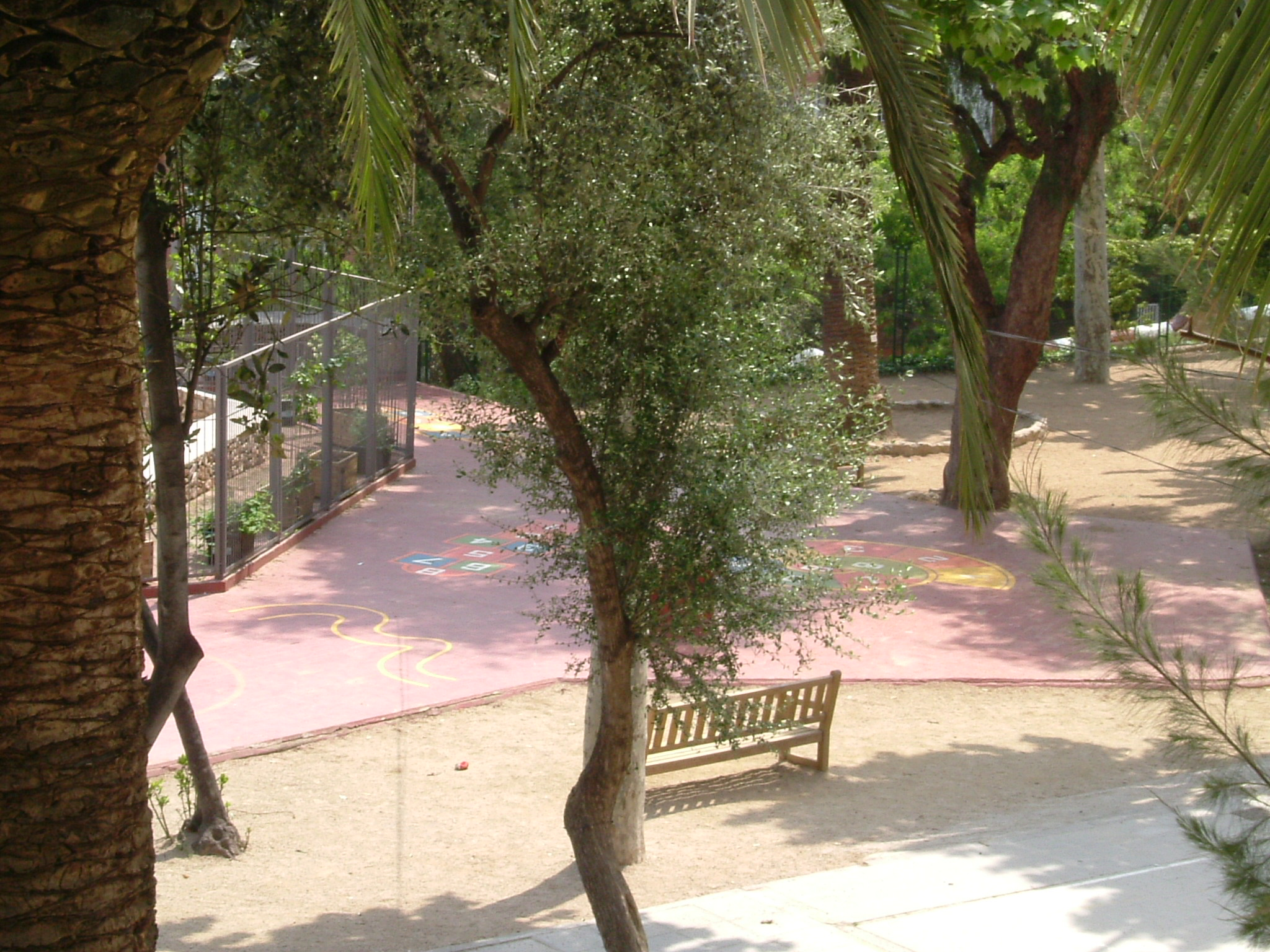
Barcelona, Güel-park

## Külső hivatkozások
- Magyar néprajzi lexikon
- Magyar gyerekjátékok
- Eseményhorizont 2006.